# رئيس الوزراء الفرنسي
رئيس الوزراء الفرنسي أو حرفيا الوزير الأول الفرنسي (بالفرنسية: Premier ministre français) هو رئيس الحكومة في الجمهورية الفرنسية الخامسة.
فرنسا هي جمهورية دستورية شبه رئاسية، السلطة فيها متقاسمة بين رئيس الجمهورية ورئيس وزرائه. هذا النموذج من النظام الجمهوري، ذو الطابع الفرنسي الخالص والنادر جدا في العالم، لديه سمعة كونه مستقر ومرن.
منصب رئيس الوزراء كان سابقا يسمى رئيس مجلس الوزراء، الذي كان يتحمله كل رؤساء حكومات الجمهورية الفرنسية الثالثة والرابعة.
رئيس الوزراء يعينه رئيس الجمهورية، ويأتي عادة من صفوف الحزب الأغلبي في الجمعية الوطنية، لذلك يكون عادة من نفس الحزب السياسي الذي ينتمي له رئيس الجمهورية. إلا أنه يمكن أن يكون معارضا للرئيس في حالة كون الأغلبية من حزب آخر مغاير لحزب الرئيس، وتسمى تلك الوضعية حالة التعايش.
مقر الإقامة الرسمية لرئيس الوزراء هو قصر ماتينيون في باريس، وهو أيضا مقر عمله، ويحتوي أيضا على المكاتب التابعة لرئيس الوزراء.
عرفت فرنسا منذ إنشاء هذا المنصب في 1959، ثلاثة وعشرين رئيسا للوزراء. حامل هذا المنصب حاليا هو فرانسوا بايرو منذ 13 ديسمبر 2024.

## التاريخ
أطلقت القوانين الدستورية الفرنسية لعام 1875 على رئيس الحكومة لقب "رئيس مجلس الوزراء" اثناء الجمهورية الفرنسية الثالثة. وكان أول من شغل هذا المنصب الجديد ميشيل ديبري 8 يناير 1959، يعتبر الاعتراف برئيس حكومة مختلف عن رئيس الدولة حديثًا نسبيًا في فرنسا، حيث كان اول مرسوم ينص على لائحة تتعلق برئاسة المجلس كان في 13 فبراير 1912.

## مقالات ذات صلة
- قائمة رؤساء وزراء فرنسا

## روابط خارجية
- الموقع الرسمي للحكومة الفرنسية.